# Museu da História da Medicina da Associação Paulista de Medicina
O Museu de História da Medicina Jorge Michalany também conhecido como Museu da História da Medicina da Associação Paulista de Medicina é um museu localizado na cidade de São Paulo. Em seu acervo constam diversos documentos e materiais utilizados pela medicina no Brasil e no mundo. Foi implantado em abril de 2000 e teve sua inauguração em 18 de outubro de 2002 onde o Prof. Dr. Jorge Michalany (1916-2012) fez grande parte da doação dos materiais expostos. 
É possível observar um exemplar do microscópio binocular Leitz e trabalhos de Ambroise Paré, peças de ceroplastia, balanças de 1905 além de painéis iconográficos retratando a história da medicina e livros raros do século XX. No local existe uma pinacoteca com obras de Tarsila do Amaral, Anita Malfatti e Portinari. 

## História
O Museu de História da APM que foi implantado no ano 2000 e inaugurado dois anos depois, sob a curadoria do Prof. Dr. Jorge Michalany (1916-2012), que doou grande parte do acervo, tem como objetivo expor obras e aparelhos da medicina e resguardar a memória da história da medicina. 
O museu, que conta com um acervo de cerca de mil peças doadas, vem ajudando estudantes de medicina e médicos a se aproximarem do passado de sua área. Desde sua fundação, importantes médicos, hospitais e empresas doam arquivos, informações, fotos, obras, aparelhos, fotografias. 

### Nascimento do museu
Seu curador, Prof. Dr. Jorge Michalany (1916-2012), decidiu montar o museu quando estava morando no Estados Unidos, onde ficou por dois anos pós falecimentos de seu pai, e usou como molde o Museu das Forças Armadas Americanas, que ficava em Washington. 

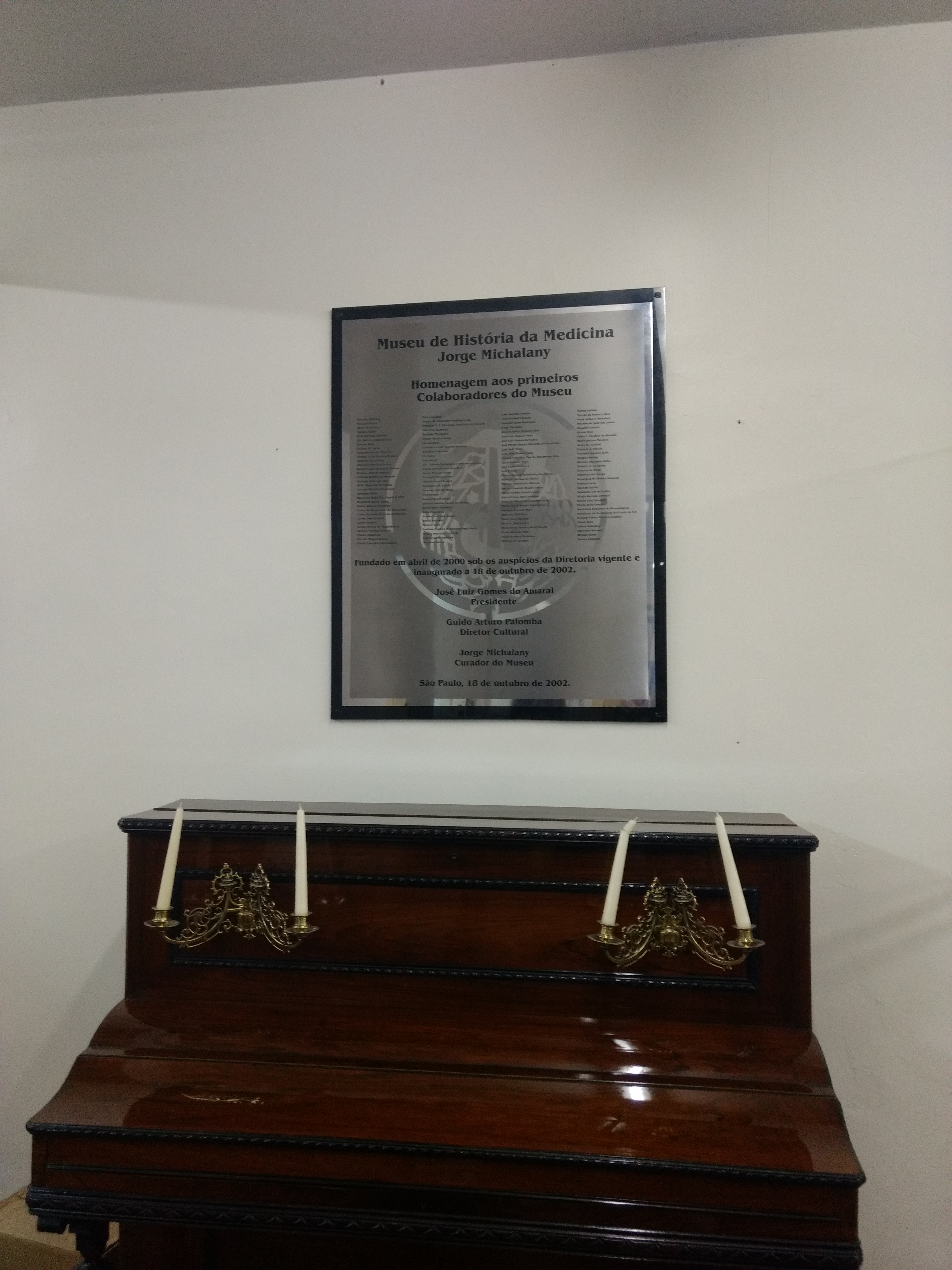
Placa de agradecimento dos que contribuíram na construção do museu.

Em 1949, quando voltou ao Brasil, além de continuar nas funções de assistente da Escola Paulista de Medicina, foi contratado para fundar e dirigir o Serviço de Anatomia Patológica da Santa Casa de Misericórdia de Santos. 
Com a solicitação do laboratório Parke & Davis sobre a sua coleção de gravuras, sugeriu a montagem de um museu sobre patologia na Santa Casa. Em 1971, o museu foi inaugurado, mas com a falta de dedicação fez com que o museu fechasse.
Após dez anos, conseguiu reaver 60% do material e instalou as peças no Departamento de Anatomia Patológica da Escola Paulista de Medicina (EPM), que era professor titular. Quando teve que se aposentar, Michalany foi convidado para ser vice-diretor e ajudar o diretor, já que conhecia muito bem a EPM. Assim que o diretor faleceu, o museu foi reestruturado e o Dr. Jorge levou o acervo para casa, onde ficou por 13 anos.
Lembrou-se da Associação Paulista de Medicina e de seus ex-alunos e diretores da entidade: Antônio Valdemar Tosi, José Luiz Gomes do Amaral e Guido Arturo Palomba. Para a inicialização da montagem do museu, pediu auxilio financeiro ou doação de instrumentos usados na medicina. 
A respeito do nome, Michalany agradece a homenagem: “Tenho dois motivos para agradecer: primeiro porque é melhor recebê-la ainda em vida do que depois de morto, já que com 86 anos, só penso nos anos que me faltam e não nos que me sobram. Em segundo, porque tenho orgulho de ver gravado meu nome numa sociedade paulista de médicos, exatamente nesta Paulicéia, onde nasci, neste Estado de São Paulo que defendi durante a Revolução de 1932, e onde cursei a entidade de ensino chamada Escola Paulista de Medicina”. 

### Sobre o curador
Jorge Michalany, filho do médico sírio-libanês Nagib Faris Michalany e da ítalobrasileira Victoria La Torraca, nasceu em São Paulo (SP), aos 24 de agosto de 1916. Veio a falecer dia 09 de julho de 2012.
Formado em Medicina pela Escola Paulista de Medicina,  Prof. Dr. Jorge fez pós-graduação na Universidade de Montreal, no Canadá, com a equipe do famoso patologista Pierre Masson, e na Universidade de Columbia, nos Estados Unidos, período em que nasceu Dr. Nílceo Michalany , fundador do Laboratório Paulista de Dermatopatologia no Brasil. Em 1949, a família voltou ao Brasil. Na década de 1960 o Prof. Jorge Michalany atuou como chefe do Departamento de Patologia da Escola Paulista de Medicina e integrou o grupo de estudo sobre tumores de pele da Organização Mundial de Saúde. 
Dr. Jorge publicou 4 livros sobre sua especialidade; 5 de literatura não médica, isto é Fatos Pitorescos na Vida de um Médico Paulistano. Fundou e é o curador do Museu de História de Medicina da Associação Paulista de Medicina.

## Acervo
No museu da associação paulista da Medicina, o acervo contém um livro com 445 páginas dividido em primeiro e segundo blocos sobre temas de neurologia como exemplo: epilepsia, epidemiologia entre outros. O acervo também contém peças doadas, objetos do século XIX que contam a história da medicina.

## Galeria

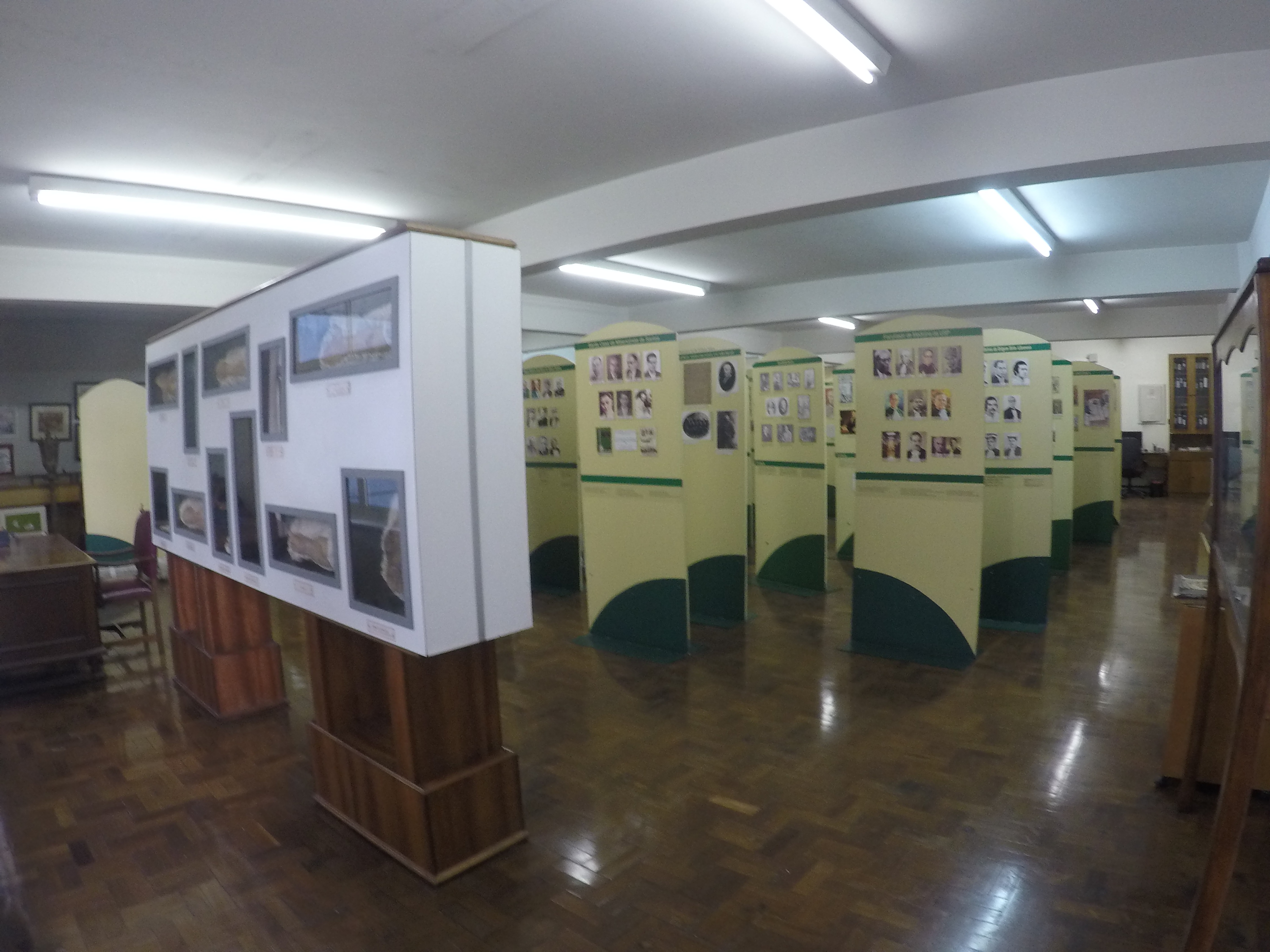
Vista das costas do museu.
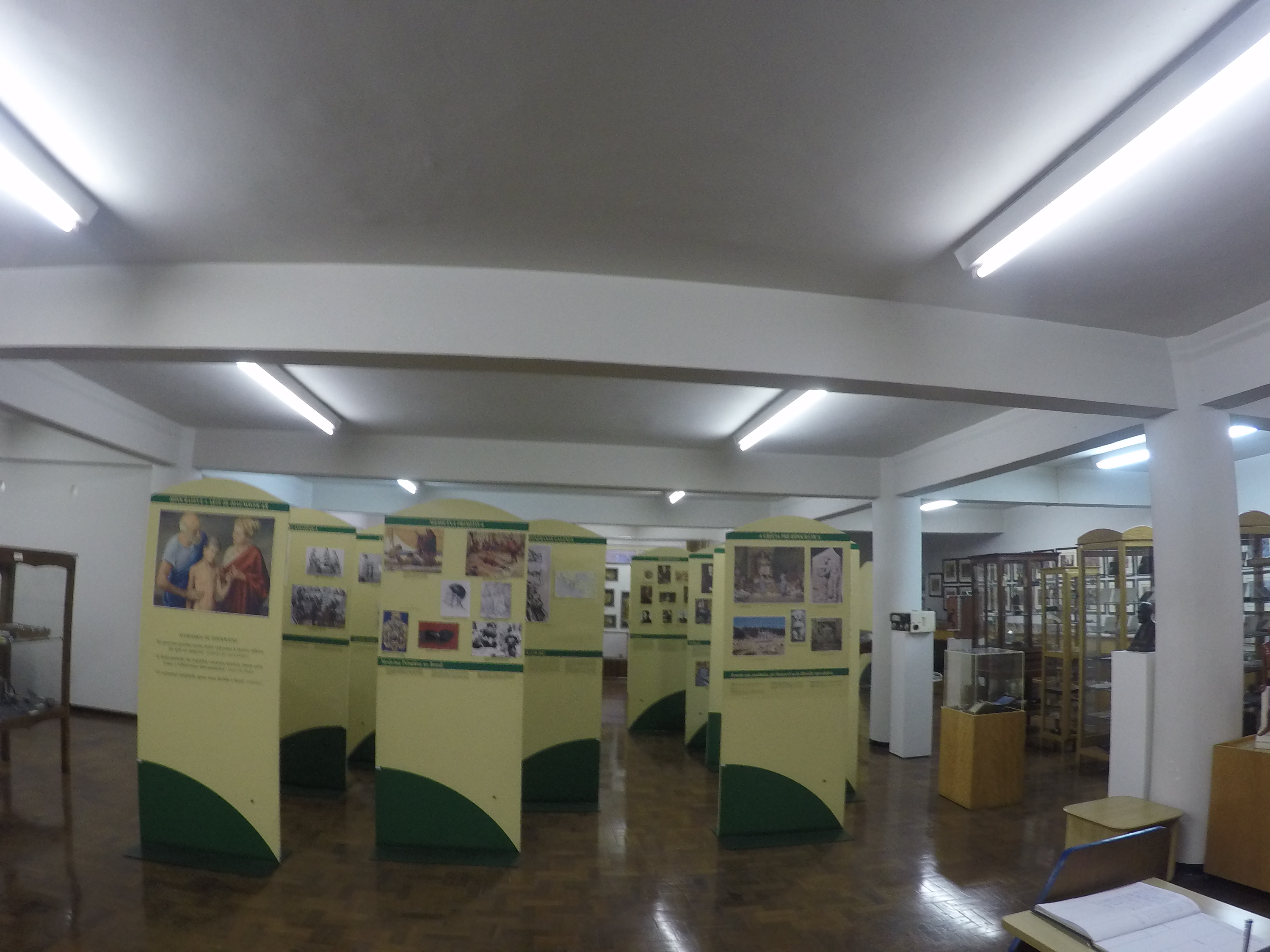
Vista frontal do museu.
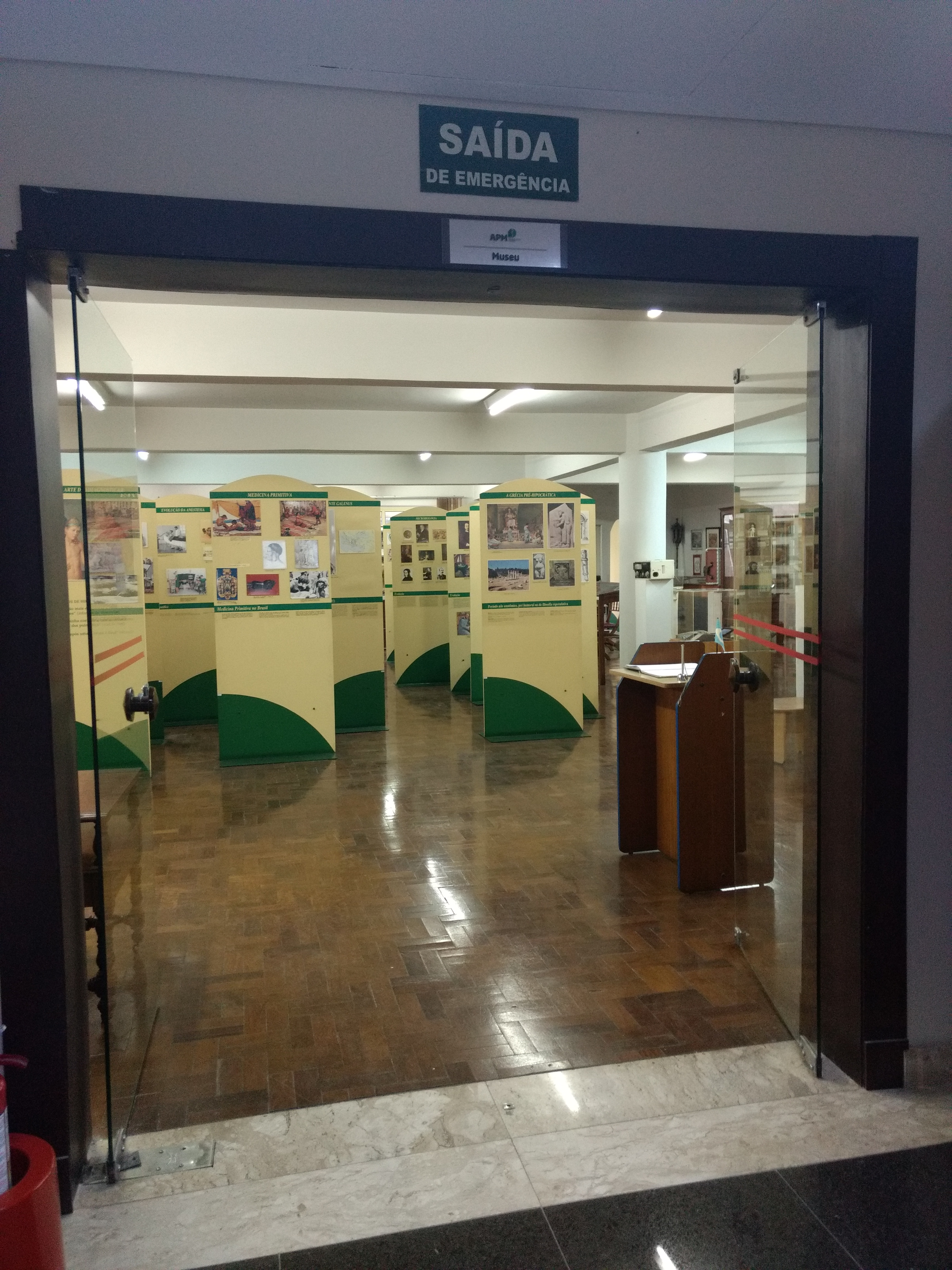
Vista da entrada do museu.
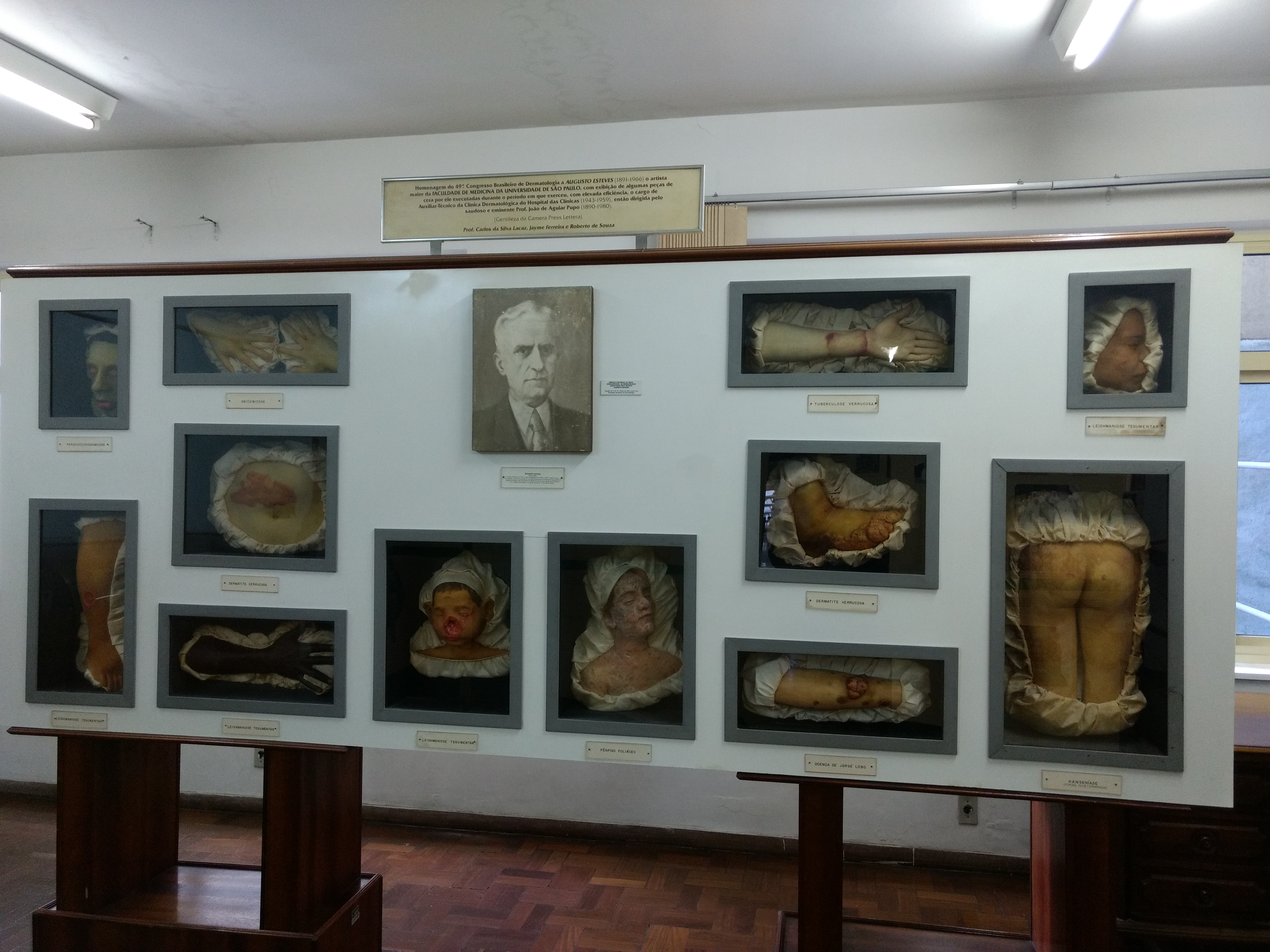
Augusto Esteves (1891-1966), maior artista da faculdade de medicina da USP, com exibição de algumas peças de cera por ele executadas.
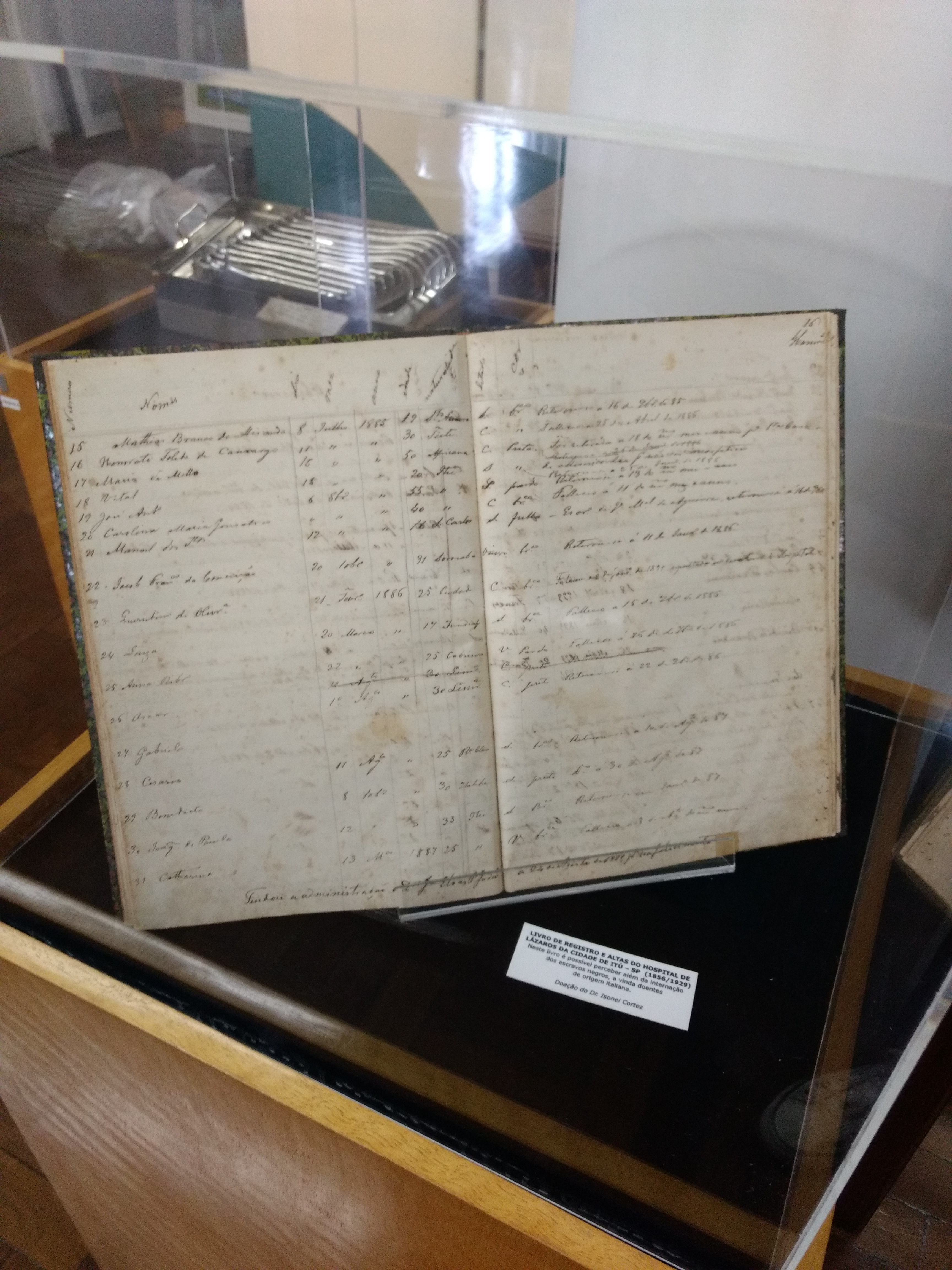
Livro de registro e altas do Hospital de Lázaros da cidade de Itú - SP (1856/1929).
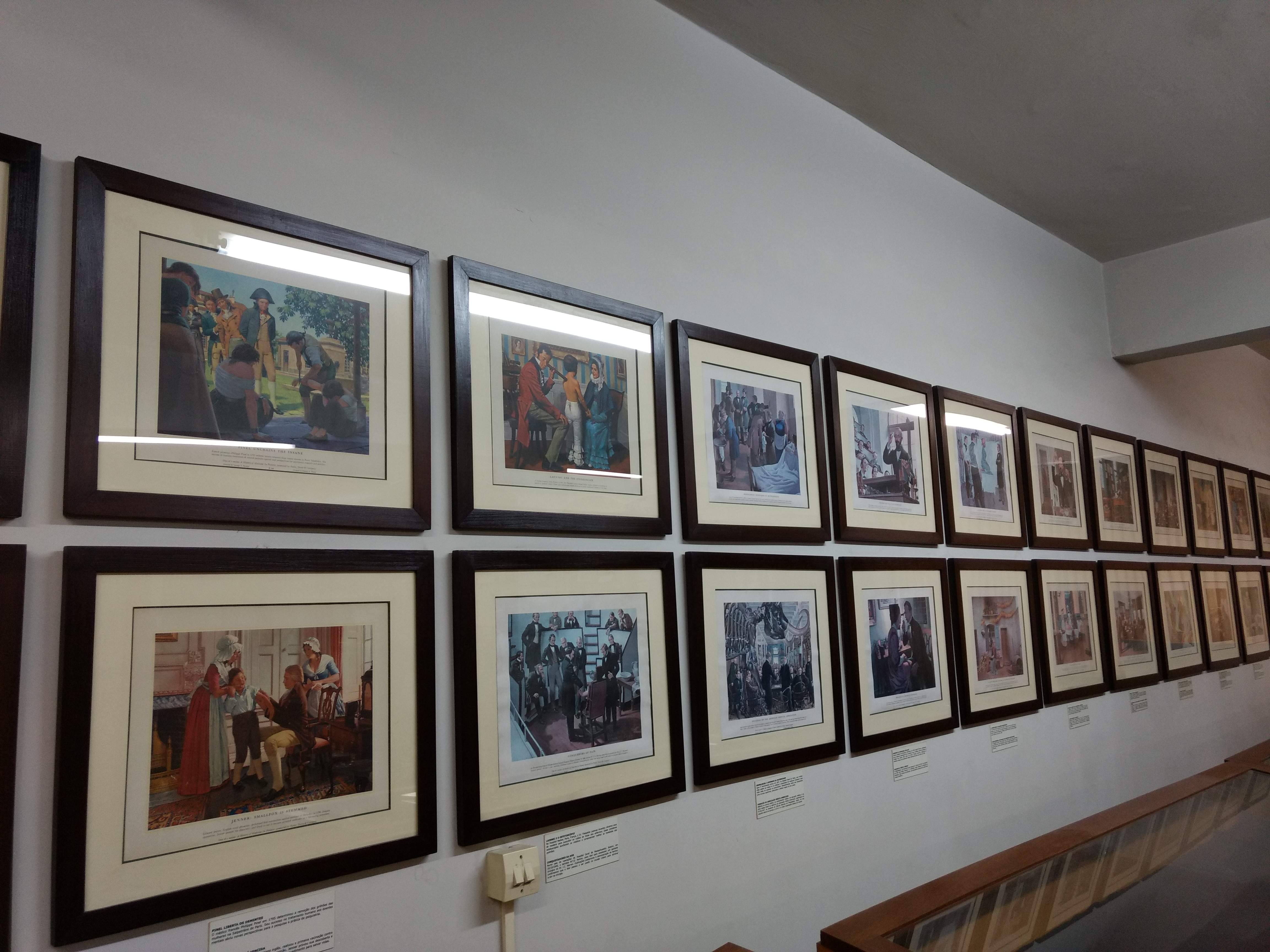
Quadros de pinturas que retratam hospitais, curadorias e enfermarias.